# Drosera stricticaulis
Drosera stricticaulis es una especie de planta perenne, erecta y tuberosa del género de plantas carnívoras Drosera. 

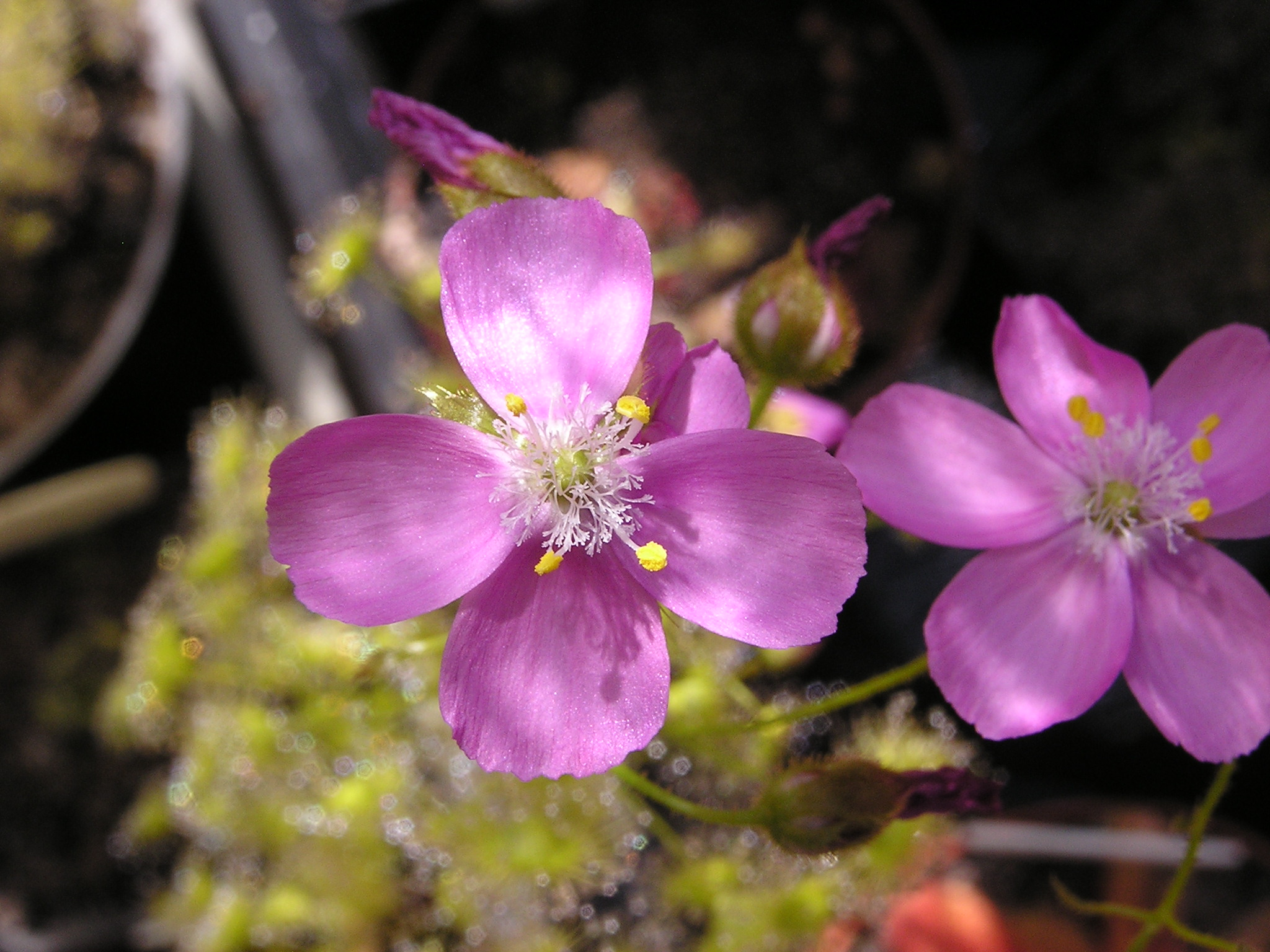
Detalle de las flores

## Descripción
Produce hojas carnívoras de color verde, en forma de pequeñas tazas, a lo largo de los tallos glandulares que pueden tener  25 cm  de alto. Las flores son rosas y  florecen de julio a octubre.

## Distribución y hábitat
Es endémica de Australia Occidental, donde se encuentra cerca de los ríos y afloramientos de granito en arena, en arcilla o barro. 

## Taxonomía
Fue descrita por primera vez por Ludwig Diels en 1906 como una variedad de D. macrantha. En 1913, Oswald Hewlett Sargent elevó la variedad para clasificarla como especie. Recientemente se ha descrito taxones infraespecíficos en D. macrantha, D. macrantha subsp. eremaea fue descrito en 1992 por N.G.Marchant y Allen Lowrie pero reclasificado como una subespecie de D. stricticaulis en 1996, cuando Jan Schlauer proporcionó una revisión exhaustiva y nuevo campo clave del género. Otras autoridades, como el de Australia Occidental del Departamento de Medio Ambiente y Conservación's FloraBase todavía reconocen subespecies eremaea en D. macrantha. Fue publicado en Journal of Botany, British and Foreign 51: 40. 1913.
Etimología
Drosera: tanto su nombre científico –derivado del griego δρόσος (drosos): "rocío, gotas de rocío"– como el nombre vulgar –rocío del sol, que deriva del latín ros solis: "rocío del sol"– hacen referencia a las brillantes gotas de mucílago que aparecen en el extremo de cada hoja, y que recuerdan al rocío de la mañana.
stricticaulis: epíteto latino que significa "tallo vertical".
Sinonimia
- Drosera macrantha var. stricticaulis Diels in H.G.A.Engler (ed.), Pflanzenr., IV, 112: 119 (1906).

Drosera stricticaulis subsp. eremaea (N.G.Marchant & Lowrie) Schlauer, Carniv. Pl. Newslett. 25: 73 (1996).
- Drosera macrantha subsp. eremaea N.G.Marchant & Lowrie, Kew Bull. 47: 318 (1992).
- Sondera eremaea (N.G.Marchant & Lowrie) Chrtek & Slavíková, Novit. Bot. Univ. Carol. 13: 43 (1999 publ. 2000).[8][9]